# Puerto Deseado
Puerto Deseado – miasto w Argentynie, w prowincji Santa Cruz, stolica departamentu Deseado.
Według danych szacunkowych na rok 2010 miejscowość liczyła 14 183 mieszkańców.